# Lonomia electra
Lonomia electra är en fjärilsart som beskrevs av Druce 1886. Lonomia electra ingår i släktet Lonomia och familjen påfågelsspinnare. Inga underarter finns listade i Catalogue of Life.